# Mesonoemacheilus triangularis
Mesonoemacheilus triangularis o Nemacheilus triangularis es una especie de peces de la familia Balitoridae en el orden Cypriniformes. Los machos pueden llegar alcanzar los 5,8 cm de longitud total. Se encuentra en Tamil Nadu (India ) donde habita masas de agua dulce con clima tropical de unos 21 °C a 26 °C.